# Atletismo nos Jogos Pan-Americanos de 2011 - 20 km marcha atlética masculina
A competição da marcha atlética 20 km masculina foi um dos eventos do atletismo nos Jogos Pan-Americanos de 2011, em Guadalajara. Foi disputada no Circuito de Marcha Atlética no dia 23 de outubro.

## Calendário
Horário local (UTC-6).
| Data          | Horário | Fase  |
| ------------- | ------- | ----- |
| 23 de outubro | 10:40   | Final |

## Medalhistas
| Ouro   | GUA Erick Barrondo      |
| Prata  | COL James Rendón        |
| Bronze | COL Luis Fernando López |

## Recordes
Recordes mundial e pan-americano antes da disputa dos Jogos Pan-Americanos de 2011.
| Tipo                             | Atleta            | Tempo   | Local    | Data                   |
| -------------------------------- | ----------------- | ------- | -------- | ---------------------- |
|                                  | Vladimir Kanaykin | 1:17:16 | Saransk  | 29 de setembro de 2007 |
| Recorde dos Jogos Pan-Americanos | Bernardo Segura   | 1:20:17 | Winnipeg | 26 de julho de 1999    |

## Resultados

### Final
| Pos.              | Atleta                  | Tempo   | Obs.                 |
| ----------------- | ----------------------- | ------- | -------------------- |
| Medalha de ouro   | GUA Erick Barrondo      | 1:21:51 |                      |
| Medalha de prata  | COL James Rendón        | 1:22:46 |                      |
| Medalha de bronze | COL Luis Fernando López | 1:22:51 |                      |
| 4                 | ECU Rolando Saquipay    | 1:22:57 | Recorde da temporada |
| 5                 | GUA Anibal Paau         | 1:24:06 | Recorde pessoal      |
| 6                 | MEX Eder Sánchez        | 1:25:00 |                      |
| 7                 | MEX Diego Flores        | 1:26:08 |                      |
| 8                 | USA John Nunn           | 1:26:30 |                      |
| 9                 | ARG Juan Cano Ceres     | 1:27:33 |                      |
| 10                | BOL Ronal Quispe        | 1:27:54 |                      |
| 11                | ARG Fabio González      | 1:30:40 |                      |
| 12                | USA Michael Mannozzi    | 1:41:33 |                      |
| –                 | CHI Yerko Araya         |         | DSQ                  |
| –                 | BRA Caio Bonfim         |         | DSQ                  |
| –                 | CRC Allan Segura Medina |         | DSQ                  |
| –                 | BRA Moacir Zimmermann   |         | DSQ                  |

Legenda
| Recorde mundial                  | Recorde mundial (World record)               |                       | Recorde africano                      | Recorde africano (African) |                                           | Q | Classificado por posição (Qualified) |
| Recorde dos Jogos Pan-Americanos | Recorde pan-americano (Pan-American record)  | Recorde da América    | Recorde da América (Americas)         | q                          | Classificado por melhor tempo (Qualified) |   |                                      |
| Melhor marca do ano              | Melhor marca do ano (World leading)          | Recorde asiático      | Recorde asiático (Asian)              | DNS                        | Não largou (Did not start)                |   |                                      |
| Recorde nacional                 | Recorde nacional (National record)           | Recorde europeu       | Recorde europeu (European)            | DNF                        | Não terminou (Did not finish)             |   |                                      |
| Recorde pessoal                  | Recorde pessoal do atleta (Personal best)    | Recorde da Oceania    | Recorde da Oceania (Oceania)          | DSQ / DQ                   | Desclassificado (Disqualified)            |   |                                      |
| Recorde da temporada             | Recorde da temporada do atleta (Season best) | Recorde sul-americano | Recorde sul-americano (South America) | NM                         | Sem marca (No mark)                       |   |                                      |